# Henry F. Lawrence
Henry Franklin Lawrence (* 31. Januar 1868 bei Greensburg, Decatur County, Indiana; † 12. Januar 1950 in Cameron, Missouri) war ein US-amerikanischer Politiker. Zwischen 1921 und 1923 vertrat er den Bundesstaat Missouri im US-Repräsentantenhaus.

## Werdegang
Kurz nach seiner Geburt kam Henry Lawrence mit seinen Eltern nach Missouri, wo er die öffentlichen Schulen einschließlich der High School und der Stanberry Normal School besuchte. Danach zog er nach Cameron in Missouri, wo er im Bankgewerbe arbeitete. Politisch war er Mitglied der Republikanischen Partei. Zwischen 1907 und 1911 arbeitete Lawrence als Verwaltungsangestellter im Daviess County; von 1914 bis 1918 war er Bürgermeister von Cameron.
Bei den Kongresswahlen des Jahres 1920 wurde er im dritten Wahlbezirk von Missouri in das US-Repräsentantenhaus in Washington, D.C. gewählt, wo er am 4. März 1921 die Nachfolge von Jacob L. Milligan antrat, den er bei der Wahl geschlagen hatte. Da er bei den Wahlen des Jahres 1922 gegen Milligan verlor, konnte er bis zum 3. März 1923 nur eine Legislaturperiode im Kongress absolvieren. Im Jahr 1924 war Lawrence Delegierter zur Republican National Convention in Cleveland, auf der Präsident Calvin Coolidge zur Wiederwahl nominiert wurde. Später arbeitete er für das Finanzministerium des Staates Missouri. Henry Lawrence starb am 12. Januar 1950 in Cameron. Er war mit Jessie Lee Lawson (1870–1958) verheiratet, mit der er zwei Kinder hatte.